# Anabel Moro
Anabel Moro (Rosario, 27 de junio de 1979) es una deportista argentina que compitió en natación adaptada, especialista en 100 m estilo pecho, 100 m estilo libre y 50 m estilo libre.
Ha sido parte del conjunto femenino de deportistas argentinas que ha asistido a los Juegos Paralímpicos de Atenas 2004, Pekín 2008 y Londres 2012, aunque no ha recibido medalla; adicionalmente, ha representado a su país en varios campeonatos nacionales e internacionales donde ha ganado varias preseas.
A nivel continental, participó en los Juegos Parapanamericanos de 2003 realizados en Mar del Plata donde ganó la medalla de oro en los 100 m estilo pecho, disciplina en la que volvería a competir en los Juegos Parapanamericanos de 2007 en Río de Janeiro, donde recibió la medalla de bronce. Cuatro años después, y en los Juegos Parapanamericanos de 2011 en Guadalajara, alcanzó la medalla de oro en los 100 m estilo pecho categoría SB12 y dos medallas de plata en los 100 m y 50 m estilo libre en la misma categoría.
El 2 de julio de 2011 superó la plusmarca americana en los 100 m estilo pecho femenino categoría SB12	con un tiempo de 1min25s06 en el Challenger Mundial de Natación Adaptada en Montreal, mientras que el 15 de agosto de 2007 marcó el récord panamericano en la misma disciplina con un tiempo de 1min29s57 en Río de Janeiro.